# Žáry (Valašská Bystřice)
Osada Žáry, celým názvem Údolí Žáry, je údolí a část obce Valašská Bystřice. Nacházejí se asi 5, 5 km od centra obce v nejsevernějším konci jejího katastrálního území. Tvoří hranici s Rožnovem pod Radhoštěm a krátkým úsekem také s Hutiskem-Solanec.

## Etymologie
Název Žáry získalo údolí podle místního rozsáhlého požáru v 16. století, jenž je zaznamenán v zápiscích pamětníků uložených na obecním úřadě ve Valašské Bystřici. Druhým faktem, zaznamenaným v písemných vzpomínkách a vysvětlujícím název Žáry, bylo upalování čarodějnic na Hruškově.

## Geografie
Střed údolí leží v nadmořské výšce 550 m (aut. zastávka „u Mičky"). Jižním svahům dominují kopce Kykula (679 m) a Díly (666 m) na severním svahu je nejvyšším kopcem Vrch (628 m). Údolím protéká Žárový potok, který pramení ve Studeném a v Podsetém se vlévá do potoka Leskovec, přítoku říčky Bystřice. Případné vylití místního potoka během jarních záplav nikdy neohrožuje domácnosti. Díky rozlehlosti a délce údolí a přítomnosti nedalekých hor je zde prakticky v každém ročním obdobím ideální počasí. Pouze v zimě jsou Žáry od okolního světa někdy odříznuté.

### Flóra a fauna
Území Valašské Bystřice náleží ke CHKO Beskydy. V Žárech je poměrně dosti běžný výskyt chráněných druhů rostlin, z nichž nejčastější je zeměžluč okolíkatá, vstavač mužský, vstavač bahenní a další z čeledi hořcovitých a vstavačovitých. Na kopci Kykula i na jeho svazích se vyskytují kdysi rozlehlé jalovcové louky, kterých bohužel postupně ubývá. Běžný je výskyt zajíců, srnčí zvěře, ale také divočáků a lesních jelenů. Na pasíncích a v Žárovém potoku se běžně objevují ropuchy, ale také kuňky obecné, zřídka lze zpozorovat rodničku zelenou. Do potoka se také postupně vracejí raci říční.

## Obyvatelé
Žáry jsou považovány za nejdéle osídlenou část Valašské Bystřice. Rodina Andrýsů zde žije pravděpodobně již od konce 16. století. V roce 2012 zde žilo 48 trvalých obyvatel a celkem 4 rodiny zde mají chaty.
Žáry se dělí na několik menších části:
- Hruškov
- Končiny
- Kopaná
- Kulefary
- Podsrází
- Podseté
- Stavba
- Studené
- Židy

### Významní rodáci
- Michal Vavřinec Vanduch (1859–1947), hráč na křídlovku, proslulý na Rožnovsku a na Slovensku
- MgA. Jeroným Janča (1901–1993), tubista, trumpetista, sbormistr a dirigent; dirigent Oděského symfonického orchestru; zakladatel a dlouholetý sbormistr žárovského pěveckého sboru Siderea
- Miroslav Basel st. (* 1944), trumpetista
- Ing. Vincenc Šimurda (* 1944), profesor na VŠPJ
- Daniela Suchancová (* 1975), herečka, přítelkyně Davida Suchařípy

## Doprava
V roce 1978 byla do Žárů zavedena pravidelná autobusová doprava TQM. Na rozdíl od většiny částí Valašské Bystřice, kam jezdí přes 20 autobusů denně od roku 1949, zde bylo linek zavedeno mnohem méně.
V Žárech se nachází tři autobusové zastávky:
- Podseté (v současnosti není v provozu)
- U Míčky
- Údolí Žáry (známá také jako Žáry, točna či Žáry, konečná či pouze Žáry)

Centrum obce spojují se Žáry tři spoje linky 626: 7:09, 14:47 a 22:50. Do Rožnova směrují tyto spoje: 4:53 a 12:58 (časy platí pro točnu, která je poslední zastávkou v Žárech, a jsou to přímé spoje. S přestupy se dá využít i jiných linek). Všechny žárovské autobusy jezdí pouze v pracovní dny. Nejbližší zastávkou nabízející pravidelné spojení do Rožnova či Bystřic jsou Hlaváčky – 2 km – a Leskovec (Rozcestí Žáry) – 3, 5 km.
Dostupnost autobusů je vynikající ve všech ročních období kromě zimy, kdy do údolí kvůli nadměrnému množství sněhu (typického pro Žáry) někdy ani nezajíždí.

## Kultura
Žáry vždy byly a stále jsou jakousi kolébkou bystřické kultury. Na točně v zimě stává vlastní vánoční strom, který Žárované zdobí; existuje zde vlastní hudební orchestr a pěvecký sbor Siderea. V létě zde probíhají slavné vaječnicové hody a zapalování svatojánských ohňů. Údolí má dokonce i svou vlastní vlajku, navrženou v roce 1983 Ing. Janem Křenkem a Josefem Hlaváčem.
Velký rozkvět zažilo údolí po vzniku první republiky, kdy se zde v části zvané Stavba usadila velkostatkářská rodina Míčků (po nich je pojmenovaná zastávka). V roce 1921 vznikl v Žárech v části Stavba Hostinec V Údolí Žárovském, ten byl ale v roce 1998 zrušen a v současnosti slouží jeho budova jako rodinný dům, stále se zažitým názvem putyka. Po otevření Hospody Na Dílech nad údolím v roce 1992 se Žáry staly důležitou spojnicí pro návštěvníky této hospody a rozšířila se zde turistika. Na Dílech nechali také obyvatelé Žárů v roce 1923 vystavět kamennou kapličku, významné poutní místo obyvatel Valašské Bystřice. V Kulefarách stojí turisty oblíbený penzion, v údolí se dále nachází např. tenisové kurty a malé fotbalové hřiště.

## Galerie

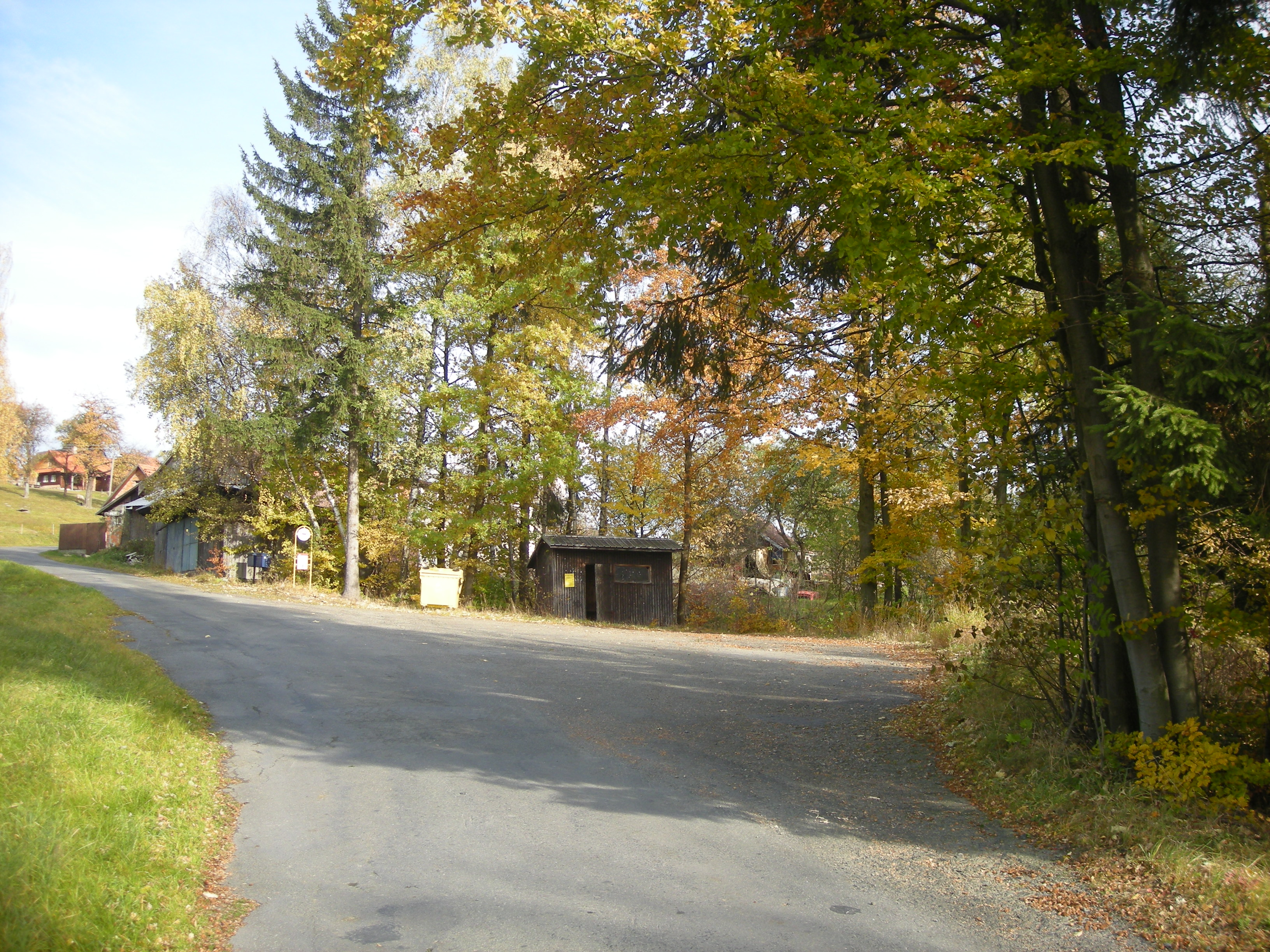
Autobusová zastávka Údolí Žáry (točna)
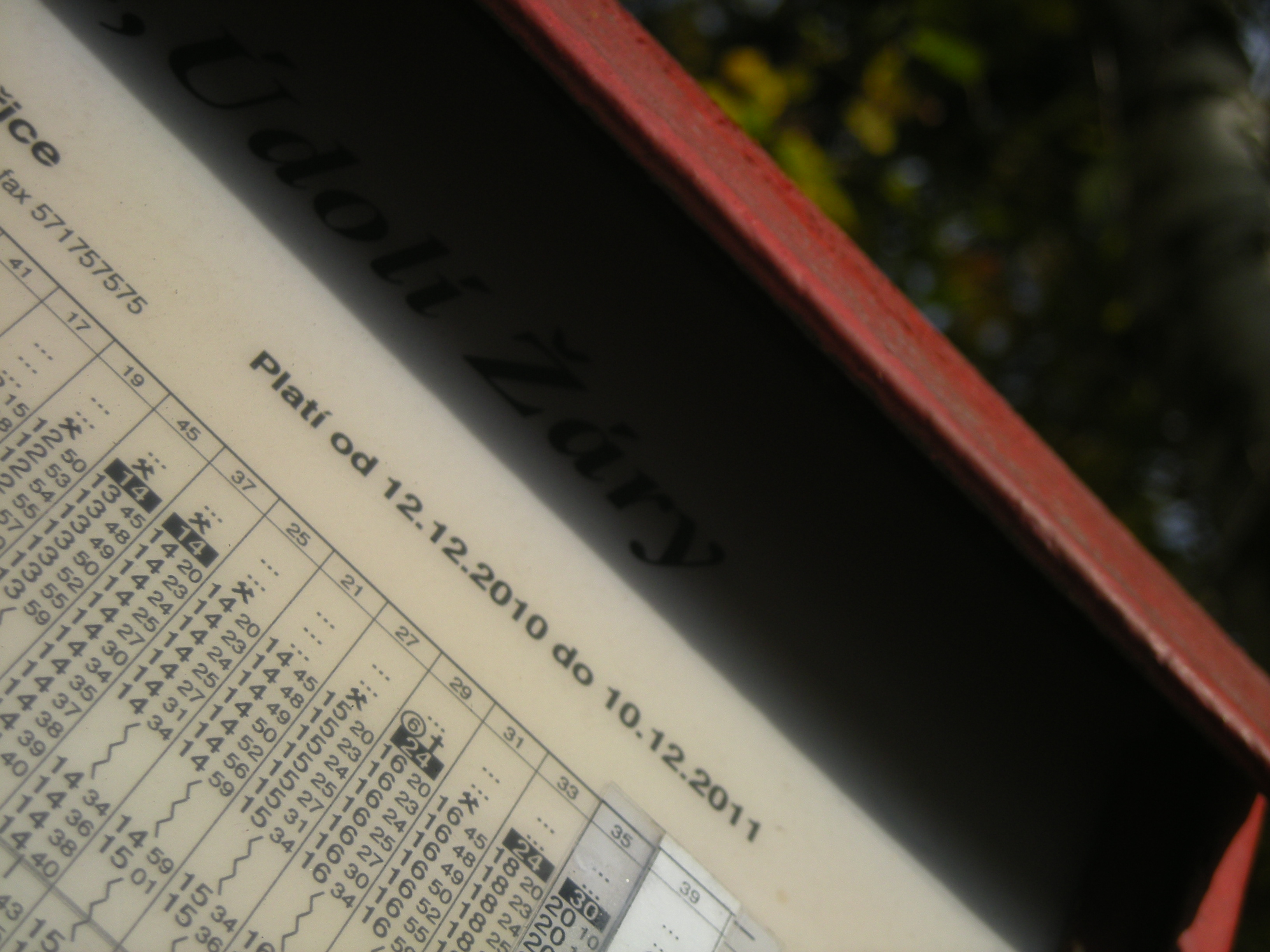
Detail informační tabule na točně
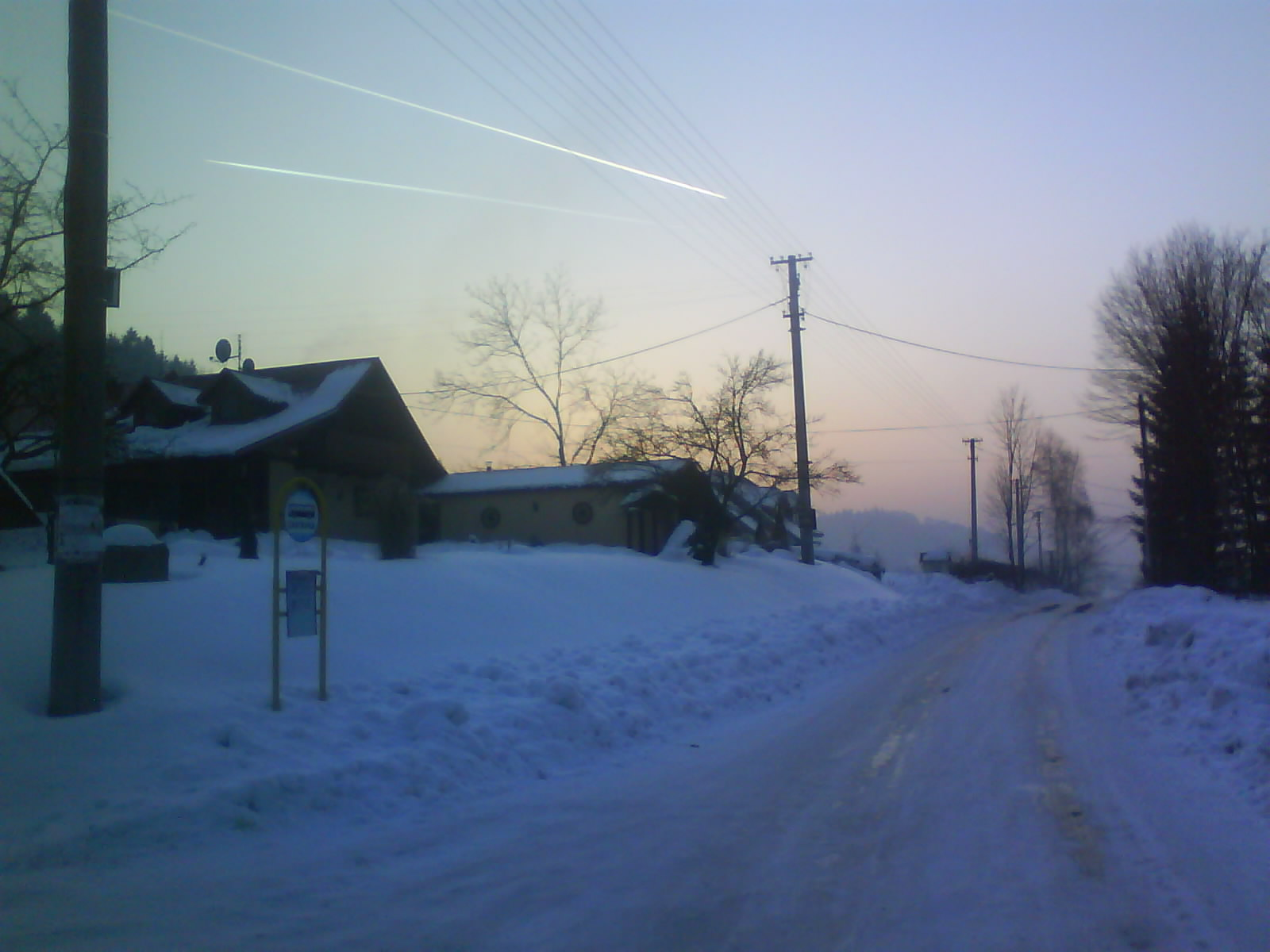
Autobusová zastávka U Míčky s bývalým hostincem
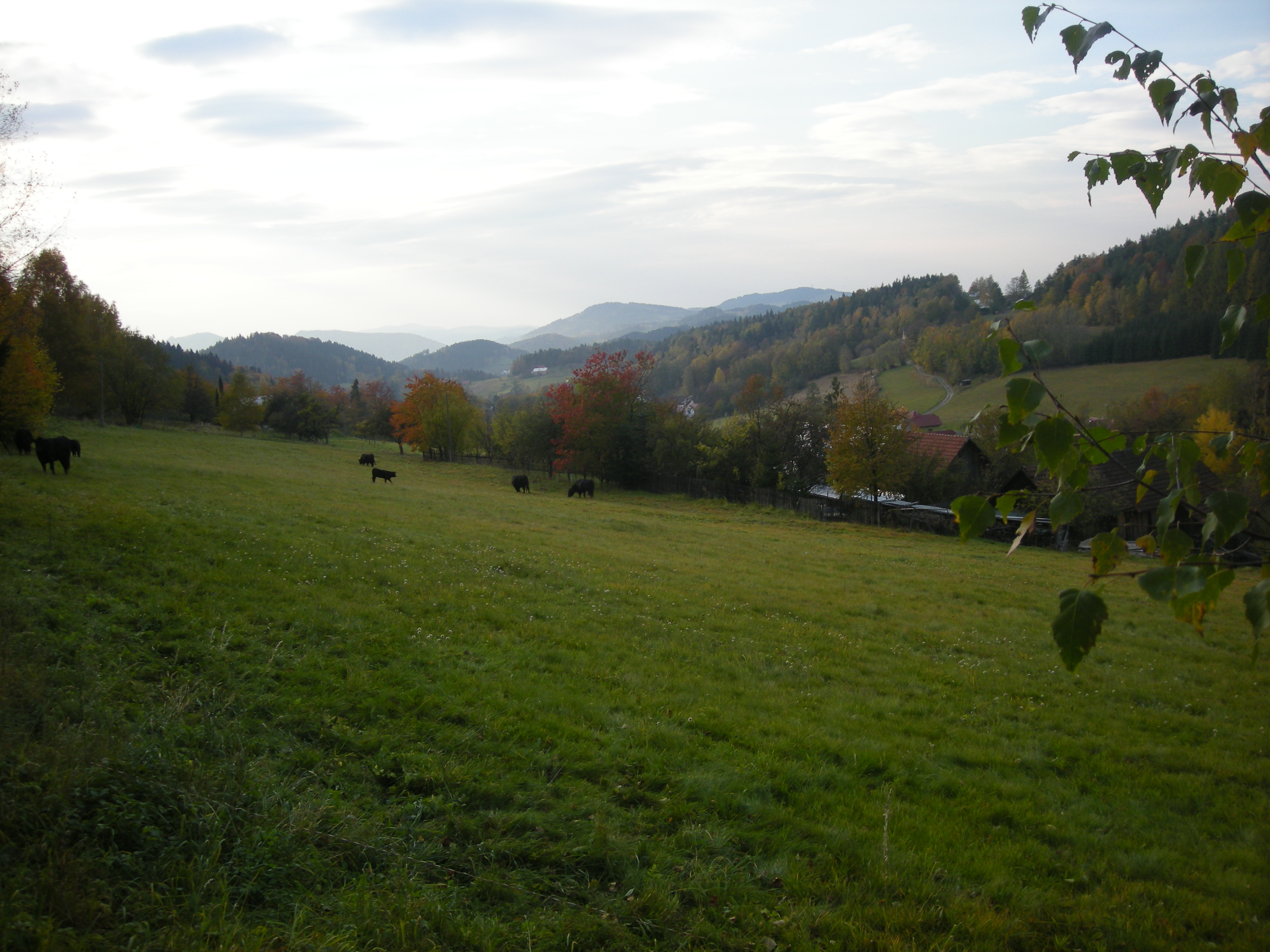
Pohled na Žáry a vzdálené Vsetínské vrchy z Kopané
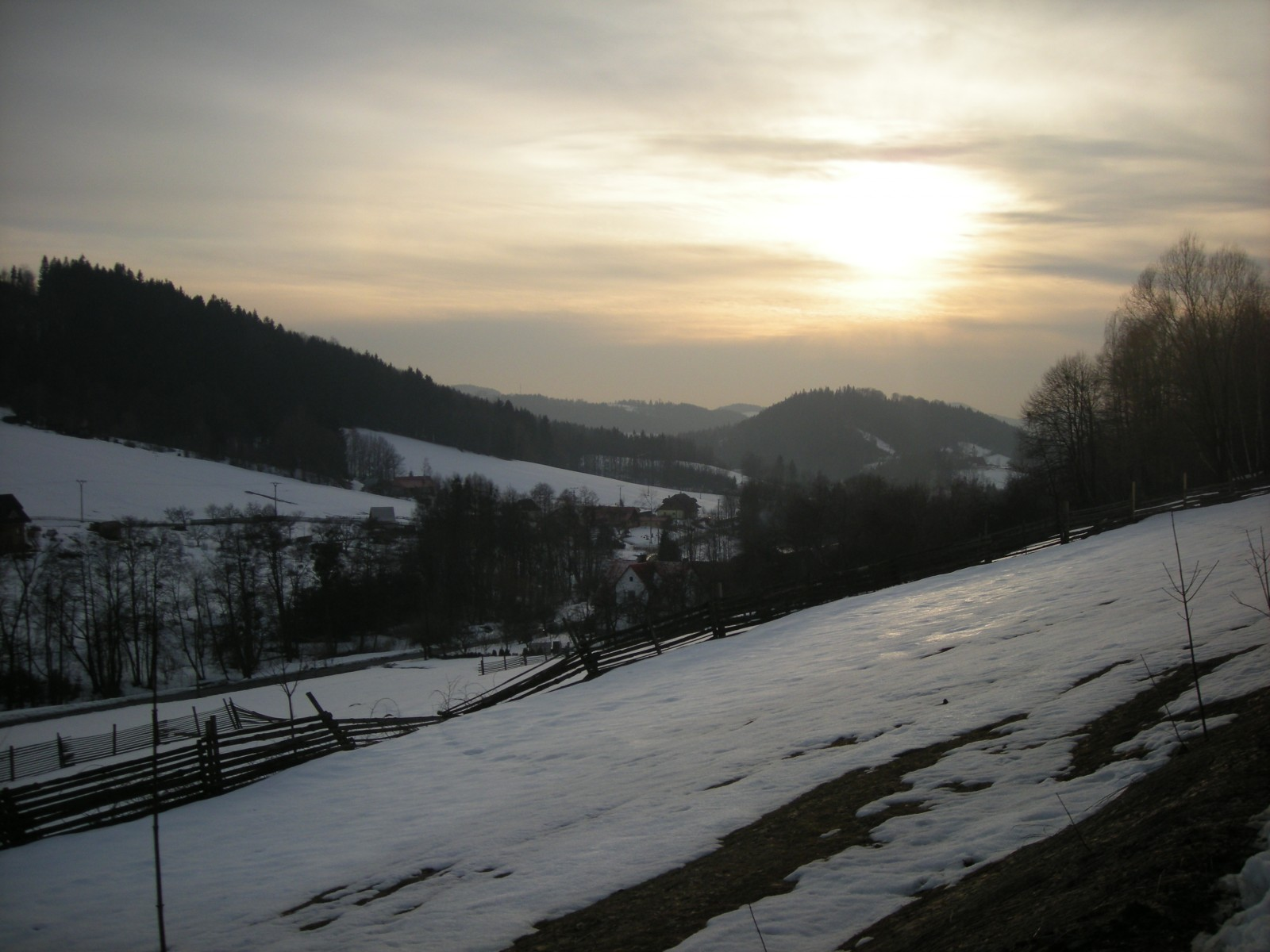
Západ slunce nad Žáry